# 広見寺 (秩父市)
広見寺（こうけんじ、旧字体：廣見寺）は、埼玉県秩父市にある曹洞宗の寺院。

## 歴史
1391年（明徳2年）、天光良産によって開山された。当寺の裏に池があるが、この池には竜が住み着いていた。ある日、この池のほとりに草庵を編んでいた良産と竜は対面した。良産は竜に説法し、戒を授けた。数日後、一人の若者が良産を訪れた。若者はあのときの竜であることを明かし「禅師の説法を聞き、長年の苦しみから脱することができました。この池を寄進しますので、ここに寺を建てて下さい。私は寺を守護する菩薩となって、ずっとお守りします。」と言い残し、荒川の淵に消えていった。これが当寺に伝わる由来譚である。
墓地には、当地出身の剣道家高野佐三郎の墓がある。

## 石経書写事業
1768年（明和5年）、大而宗龍を招聘して授戒会が開催された。宗龍は全国各地を巡錫し、安居と授戒会を開いていた。前年の1767年（明和4年）、宗龍は大通院での授戒会の後、当寺に至り、かねてより考えていた大般若経を自然の石に墨書し適切な場所に納めるという誓願を打ち明けた。当寺の大量住職は宗龍に賛同して協力することになった。
1769年（明和6年）より、1年がかりで石経蔵を完成させ、1770年（明和7年）に石経書写安居が執り行われ、約5千個の石経が奉納された。

## 秩父虹寺
当寺は、七つの特色を持つ寺ということから、七色の名前を持つ寺「秩父虹寺」と称している。七つの特色は下記の通りである。
- 秩父曹洞宗発祥寺
- 秩父鬼門寺
- 秩父妙見寺
- 秩父曼荼羅寺
- 秩父華鬘寺
- 秩父石経寺
- 秩父願い石寺

## 文化財
- 広見寺石経蔵（埼玉県指定史跡 昭和2年3月31日指定）[5]
- 大林山廣見寺惣門（秩父市指定有形文化財 平成15年1月24日指定）[6]
- 廣見寺本堂額縁（秩父市指定有形文化財 平成19年2月27日指定）[7]
- 袈裟（秩父市指定有形文化財 平成19年2月27日指定）[8]

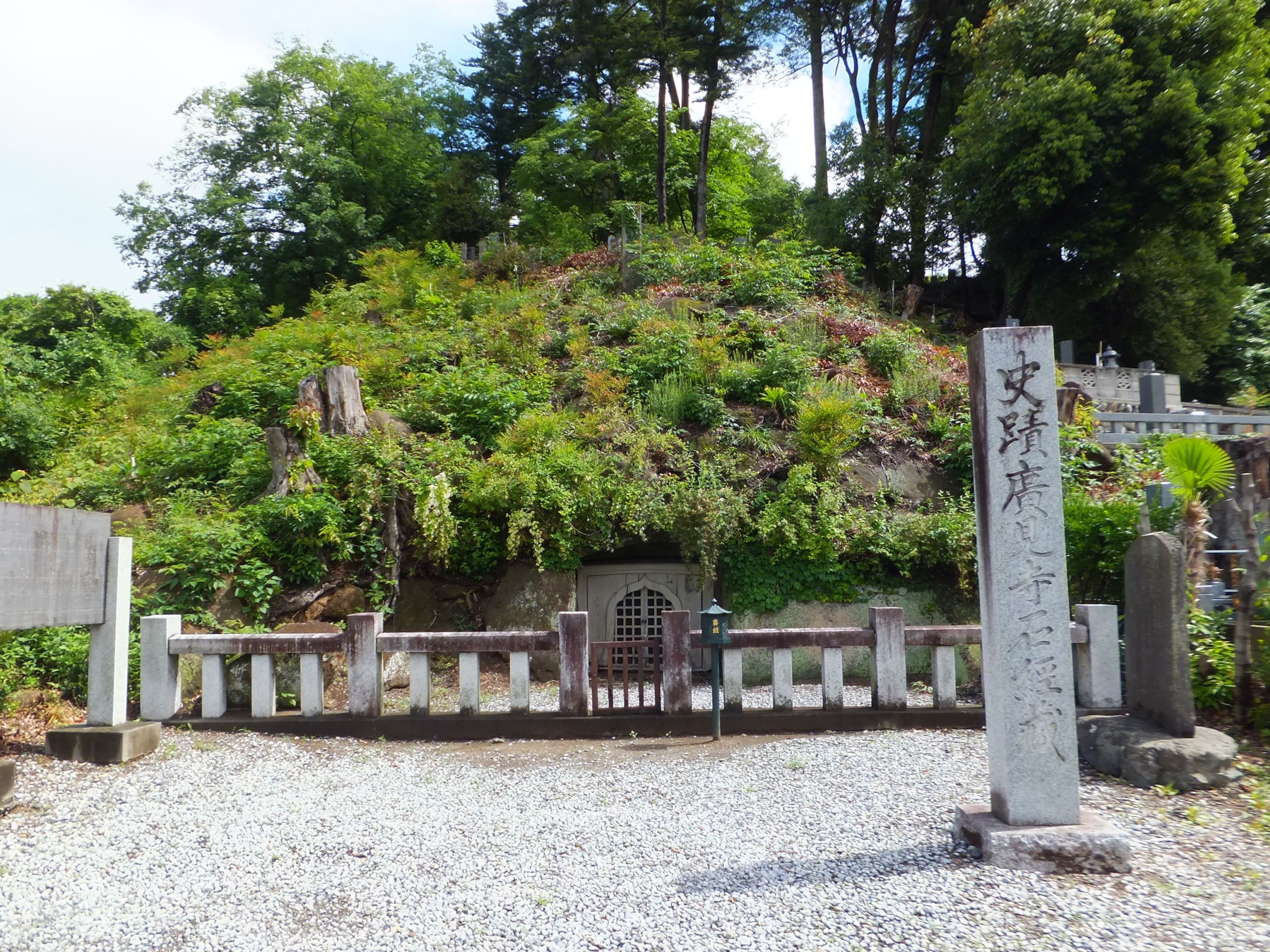
広見寺石経蔵
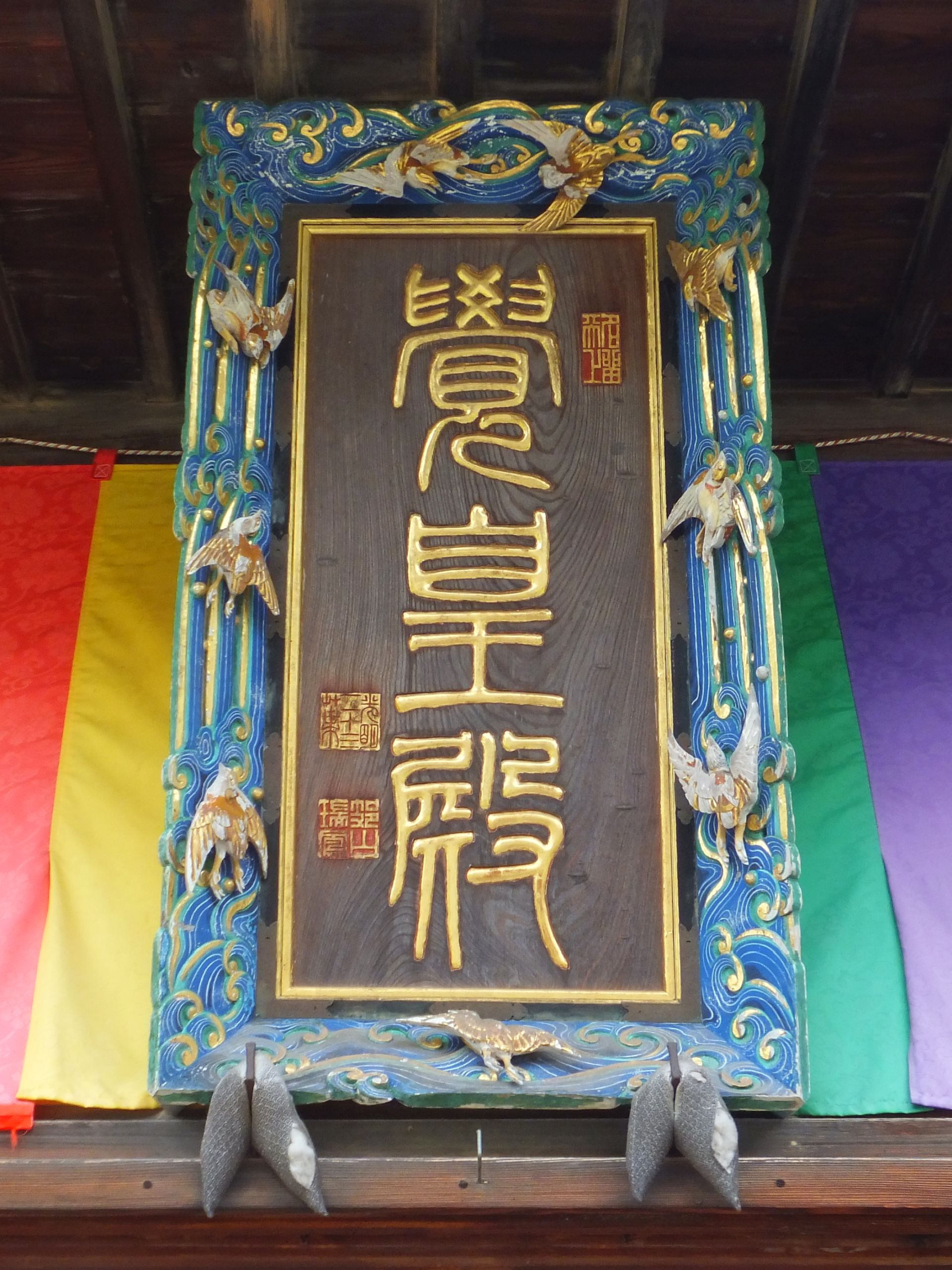
本堂の扁額

## 交通アクセス
- 大野原駅より徒歩5分。